# Melodi Grand Prix 1968
Der nationale Vorentscheid Norwegens zum Eurovision Song Contest 1968 hieß Melodi Grand Prix 1968. Er fand am 3. März 1968 im „Centralteatret“ (Zentrales Theater) in der Hauptstadt Oslo statt und wurde von Jan Voigt moderiert.

## System
Wie bereits in den Jahren davor gab es ein System mit doppeltem Orchester. Jedes Lied wurde zweimal vorgetragen, zuerst mit einer kleinen Band, dann mit einem großen Orchester.

## Teilnehmer
| Nr. | Interpret       | Interpret       | Titel                                       | Übersetzung                                            | Punkte | Platz |
| --- | --------------- | --------------- | ------------------------------------------- | ------------------------------------------------------ | ------ | ----- |
| A   | Per Asplin      | Nora Brockstedt | „Nysgjerrig-Per“                            | „Der neugierige Per“                                   | 04     | 4.    |
| B   | Kirsti Sparboe  | Odd Børre       | „Stress“                                    | „Stress“                                               | 14     | 2.    |
| C   | Nora Brockstedt | Per Müller      | „Nordlys“                                   | „Nordlichter“                                          | 10     | 3.    |
| D   | Kirsti Sparboe  | Odd Børre       | „Jeg har aldri vært så glad i noen som deg“ | „Ich habe noch nie jemanden so stark geliebt wie dich“ | 20     | 1.    |
| E   | Per Müller      | Per Asplin      | „Ingenmannsland“                            | „Niemandsland“                                         | 02     | 5.    |

## Juryabstimmungen
Es gab 10 regionale Jurys in Vadsø, Tromsø, Bodø, Trondheim, Ålesund, Bergen, Stavanger, Kristiansand, Hamar und in Oslo. Jede dieser Jurys hatte fünf Mitglieder, diese konnten je einen Punkt an ihren Favoriten vergeben. Jede Jury vergab also insgesamt fünf Punkte.
| Lied                                        | Vadsø | Tromsø | Bodø | Trondheim | Ålesund | Bergen | Stavanger | Kristiansand | Hamar | Oslo | Insg. |
| ------------------------------------------- | ----- | ------ | ---- | --------- | ------- | ------ | --------- | ------------ | ----- | ---- | ----- |
| „Nysgjerrig-Per“                            | 0     | 0      | 0    | 3         | 0       | 0      | 0         | 1            | 0     | 0    | 04    |
| „Stress“                                    | 2     | 1      | 3    | 0         | 0       | 3      | 0         | 1            | 2     | 2    | 14    |
| „Nordlys“                                   | 2     | 2      | 0    | 0         | 0       | 0      | 1         | 1            | 3     | 1    | 10    |
| „Jeg har aldri vært så glad i noen som deg“ | 1     | 2      | 2    | 2         | 4       | 2      | 3         | 2            | 0     | 2    | 20    |
| „Ingmannsland“                              | 2     | 0      | 0    | 0         | 0       | 0      | 0         | 0            | 0     | 0    | 02    |

## Kontroversen
Nach dem Vorentscheid zog aber Komponistin Kari Neergaard ihren Beitrag zurück, da er dem Lied „Summer Holiday“ von Cliff Richard zu ähnlich sei. Danach entschied NRK, das zweitplatzierte Lied „Stress“ zum Eurovision Song Contest 1968 nach London zu schicken. Dort erreichte Odd Børre den 13. Platz mit nur zwei Punkten.